# ASK Vorwärts Frankfurt

Emblem der Armeesportvereinigung Vorwärts (ASV)

Der Armeesportklub Vorwärts Frankfurt (Oder) war ein Armeesportklub und Leistungszentrum in der Armeesportvereinigung Vorwärts (ASV) der Nationalen Volksarmee (NVA). Er war einer der größten Sportklubs in der DDR.

## Geschichte

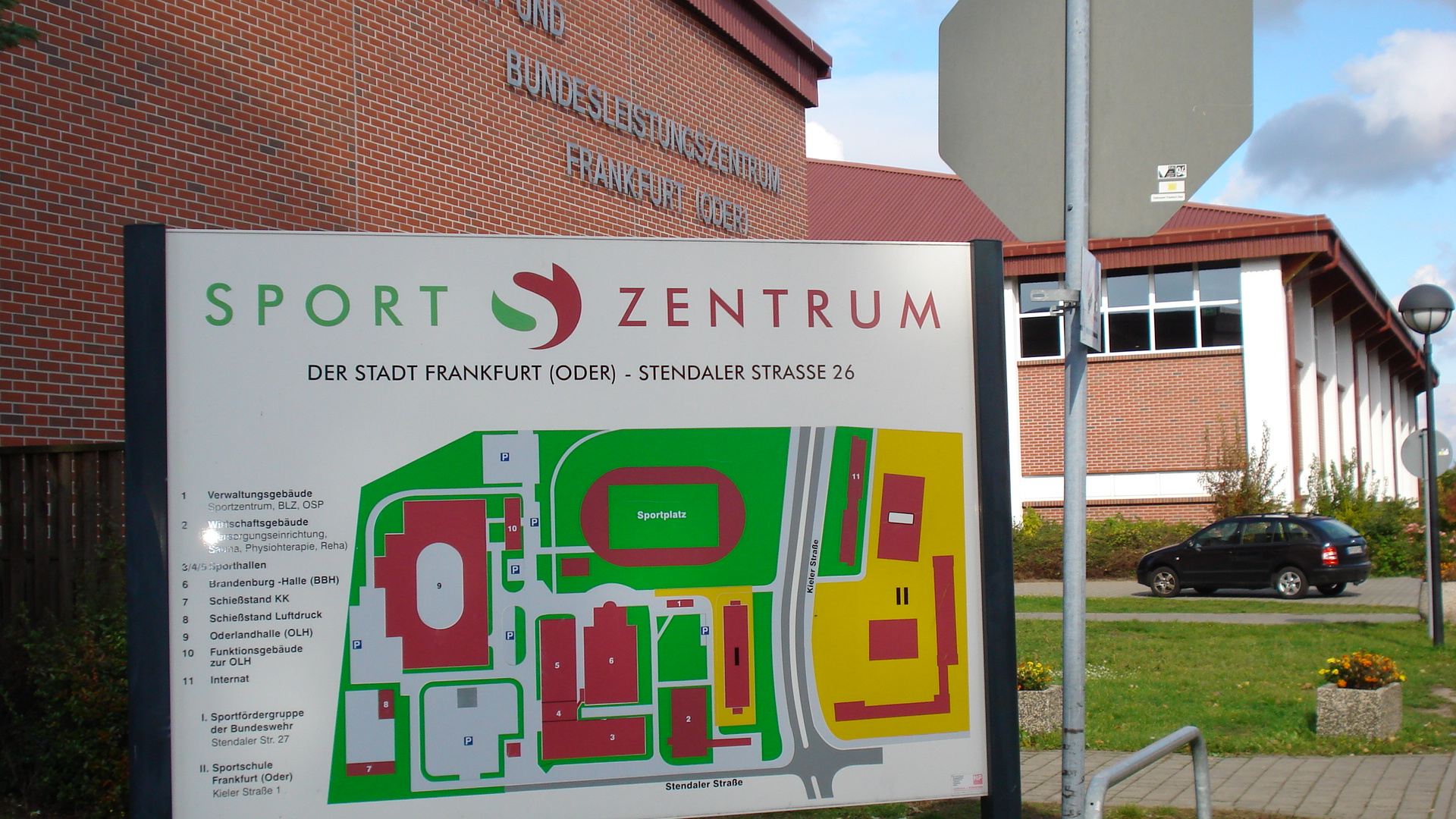
Eingang zum Sport- und Leistungszentrum 2008

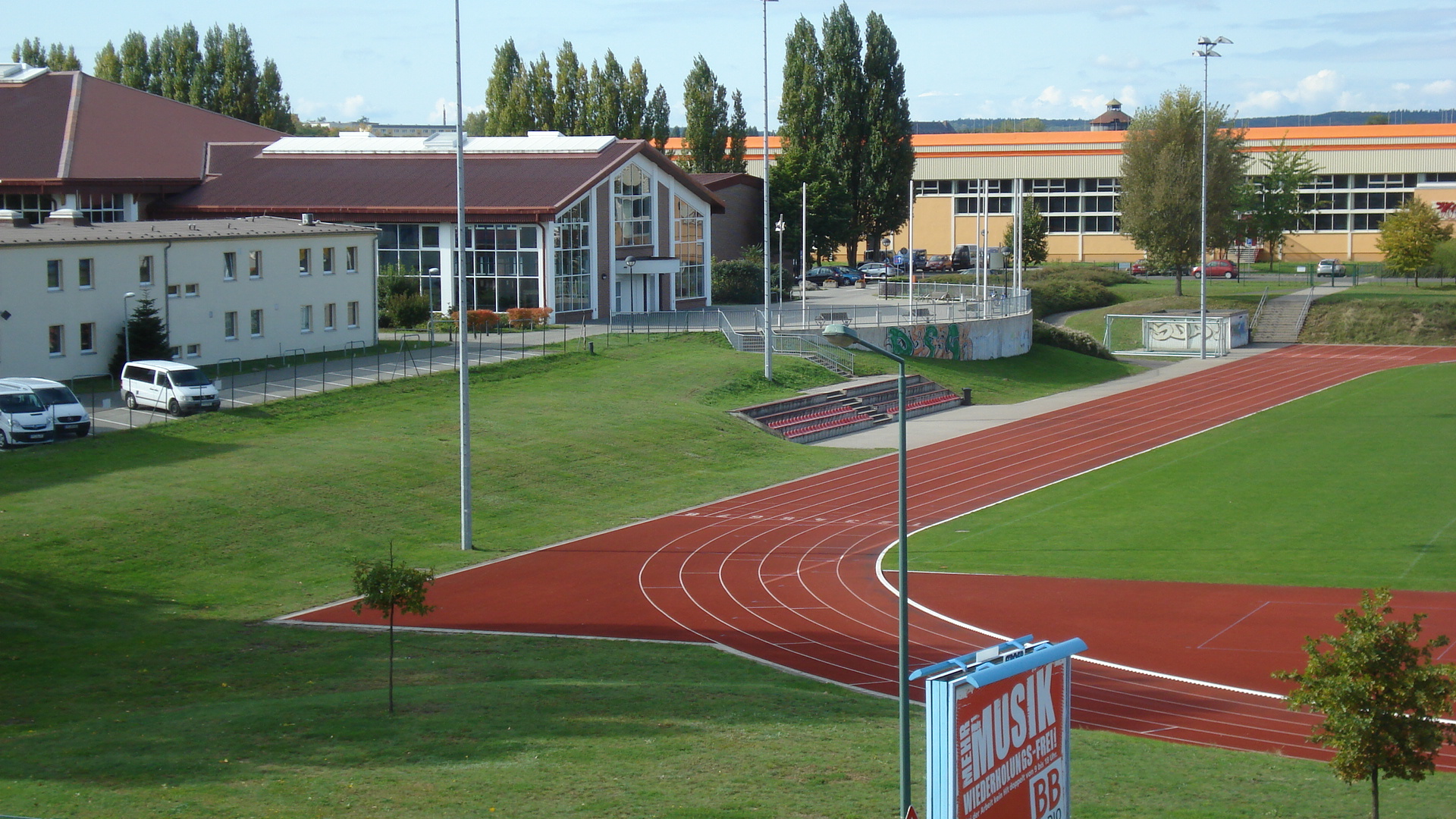
Sportplatz, Stadtsportbund, Brandenburg- und Oderlandhalle (Hintergrund)

Nach dem erfolgreichen Abschneiden der DDR bei den Olympischen Spielen 1968 in Mexiko, an denen die DDR nach dem Ende der gesamtdeutschen Mannschaft erstmals gleichberechtigt teilnahm, plante die Partei- und Staatsführung die weitere Konzentration der Kräfte und Mittel im Leistungssport. Im Zuge dessen fasste das Präsidium des Deutschen Turn- und Sportbundes (DTSB) am 22. April 1969 einen Beschluss über die weitere Entwicklung des Leistungssports bis zu den 20. Olympischen Spielen 1972. Darin heißt es unter anderem: „Der auf dem Territorium des Bezirkes Frankfurt (Oder) stationierte ASK Vorwärts Berlin ist unter dem Namen ASK Vorwärts Frankfurt (Oder) schrittweise in die Bezirkshauptstadt zu verlegen. Der Sportklub SC Frankfurt (Oder) ist aufzulösen.“ S. 64
Von den in Strausberg im Bezirk Frankfurt (heute Land Brandenburg) angesiedelten Sektionen des ASK Vorwärts Berlin kamen 1969 zuerst die Handballer nach Frankfurt (Oder), Boxer und Judoka folgten 1973. Nach den Olympischen Spielen 1972 in München kamen vom ASK Vorwärts Leipzig Gewichtheben, Radsport (Straße und Bahn) und Sportschießen sowie vom ASK Vorwärts Rostock die Sportart Ringen hinzu. Im September 1972 wurde aus dem Gros der Spartakiademannschaft Mädchen A der Bereich Frauenhandball gebildet. Die ebenfalls aufgebaute Mannschaft Turnen (weiblich) wurde bis 1988 in andere Leistungszentren der DDR abgegeben.
Im Juni 1972 erfolgte die Grundsteinlegung des Sportzentrums in Frankfurt (Oder) mit dem ASK Vorwärts als Hausherr. Er besaß außerdem die Schießsportanlage an der Autobahn A 12 sowie seit 1976 die Radsport-Trainingsstrecke in Groß Lindow. 1988 kam die „Oderlandhalle“ für die Bahnradsportler hinzu, gerade noch rechtzeitig für die Endphase der Vorbereitung auf die Olympischen Spiele 1988 in Seoul.
Wichtig für die Nachwuchsförderung war die Gründung der Kinder- und Jugendsportschule (KJS) am 1. September 1954. Anfangs in bestehenden Schulen untergebracht, erhielt sie 1956 das erste eigene Gebäude (später Otto-Brenner-Gymnasium in der Rosa-Luxemburg-Straße). Turnhalle und Sportplatz sowie Internatsplätze kamen erst im Laufe der nächsten Jahre hinzu. 1961 wurde der Neubau im Stadtteil Nord an der heutigen Kieler Straße bezogen, bis 1969 wurden dort Trainingshallen, Schwimmbecken, Mensa und Sauna errichtet. 1964 wurde das neue Internat mit 204 Plätzen bezogen, das später um weitere Häuser und Anmietungen erweitert wurde. Die sportliche Ausrichtung der KJS entsprach weitestgehend der Struktur des ASK. Zu den KJS-Sportarten gehörten nach 1968 Boxen, Handball, Judo, Gewichtheben, Fußball, Handball, Radsport, Turnen, Ringen und Sportschießen. Neben vielen herausragenden Medaillengewinnern bei Olympia, Welt- und Europameisterschaften gingen neun Olympiasieger des ASK aus der KJS hervor: Klaus Köste (Turnen 1972 München), Udo Beyer (Kugelstoßen 1976 Montreal), Rudi Fink (Boxen 1980 Moskau), Hans-Georg Beyer (Handball 1980 Moskau), Henry Maske (Boxen 1988 Seoul), Ronny Weller (Gewichtheben 1992 Barcelona), Torsten May (Boxen 1992 Barcelona), Maik Bullmann (Ringen 1992 Barcelona) und Manfred Kurzer (Schießen 2004 Athen).

## Leitung des Klubs
- 1969–1972: Hermann Sens
- 1973–1982: Werner Kröning
- 1982–1990: Kurt Stemplinger
- 1990: Helmut Schwarzbach

## Sportliche Erfolge 1969–1990

### Leistungssport
Der ASK Vorwärts Frankfurt (Oder) wurde gegründet und wirkte vornehmlich für die Forcierung des Leistungssports in der DDR. Gerade die sportlichen Erfolge brachten der geltungsbedürftigen DDR viel internationale Anerkennung ein. Trotz diesem politischen Hintergrund wurde im ASK und in seinem Umfeld von Lehrern, Ausbildern, Trainern, Ärzten, Betreuungspersonal und Funktionären sportlich-fachlich hervorragende Arbeit geleistet. Sie bildeten die Grundlage für die Erfolge der Sportler und Sportlerinnen, die als junge Menschen viel persönliche Entbehrungen auf sich nahmen. Statistisch wurden verzeichnet:
- Olympische Spiele: 6 × Gold, 2 × Silber, 5 × Bronze
- Weltmeisterschaften: 15 × Gold, 19 × Silber, 36 × Bronze
- Europameisterschaften: 12 × Gold, 24 × Silber, 34 × Bronze
- Siege bei der Internationalen Friedensfahrt
- viele Titel und Platzierungen bei den Meisterschaften der Armeesportverbände der Staaten des Warschauer Paktes (SKDA-Meisterschaft), Juniorenmeisterschaften, Jugendwettkämpfen und Kinder- und Jugendspartakiaden.

### Jugend- und Breitensport
Der ASK war prädestiniert und in der Vorbildrolle auch gefordert, den Jugend- und Breitensport zu unterstützen. Die Trainer, Sportler und Funktionäre kamen, wie viele andere Sportaktiven anderer Klubs der Stadt, diesem Anliegen gern nach, verband sie doch alle ein gewisser Sportsgeist und die Überzeugung, dass Sport die Gesundheit stählt und den Teamgeist und das Selbstbewusstsein fördert, was sie insbesondere den Kindern und Jugendlichen am eigenen Beispiel vermitteln konnten. Langfristig entscheidend ist die Motivierung der Menschen, sich sportlich zu betätigen.
Spitzensportler nahmen neben den Kindern, Jugendlichen und Bürgern z. B. an folgenden Veranstaltungen teil bzw. warben für sie:
- Lauf der Freundschaft (1981 ca. 4150 Teilnehmer, darunter Christoph Höhne, Udo Beyer, Mathias Jacob, Mathias Jung u. v. a. m.)[1] S. 38
- Kreissportfeste der Werktätigen
- Turn- und Sportfeste
- Sportstafetten (volkssportliche Bewegungen, die propagandistisch dem 35. Jahrestag der DDR oder z. B. dem 11. Parteitag der SED gewidmet wurden)
- Kinder- und Jugendspartakiaden von Schul- und Stadt- bis zu Bezirks- und DDR-Ebene

Als spätere ASK-Spitzensportler gingen u. a. 1973 Udo Beyer 17-jährig (A-Jugend) Gold im Kugelstoßen mit 21,03 m (DDR-Rekord) oder 1977 Henry Maske Gold im Boxen aus der Spartakiadebewegung hervor.

## Entwicklung nach 1990

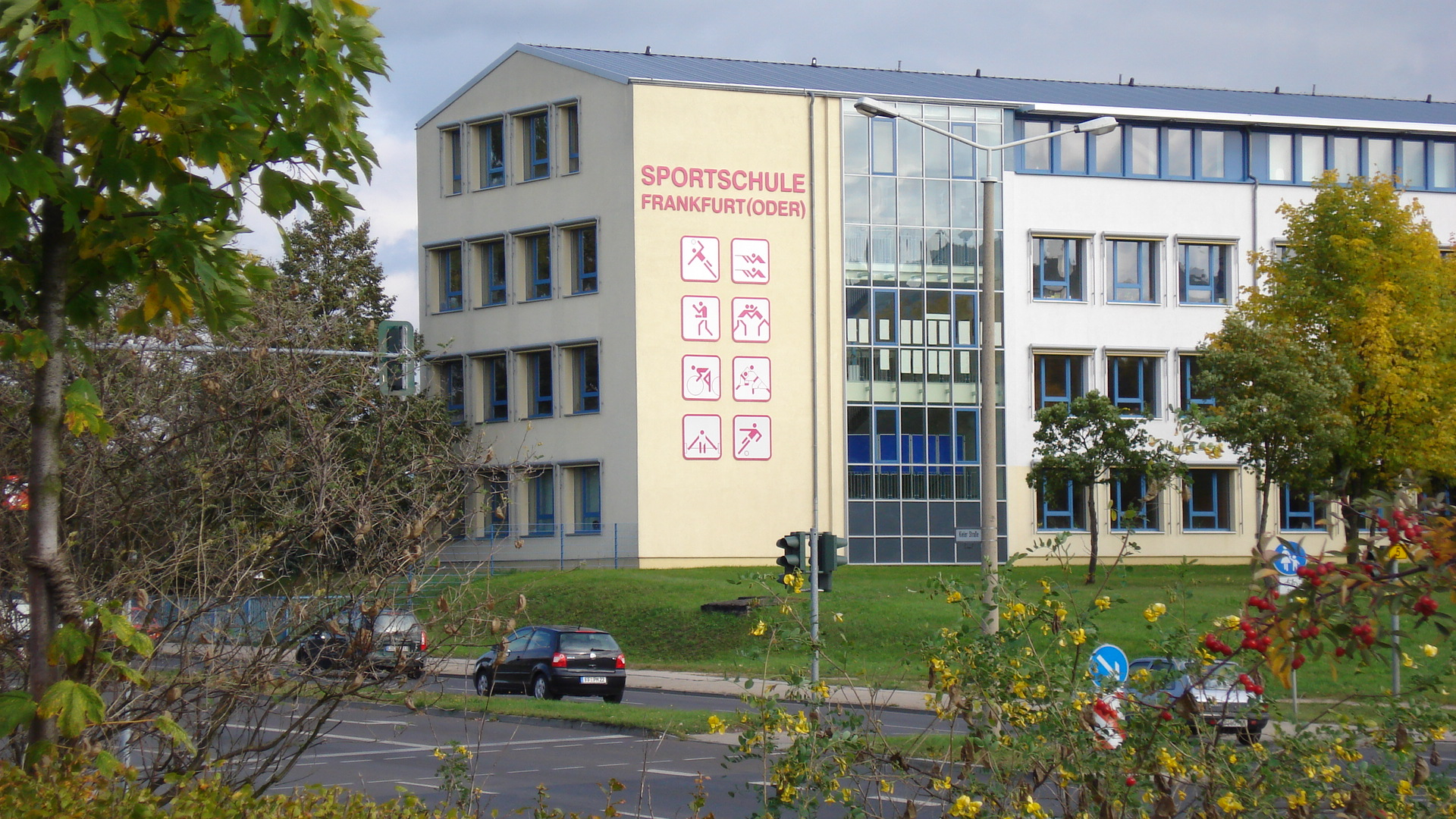
Sportschule 2008

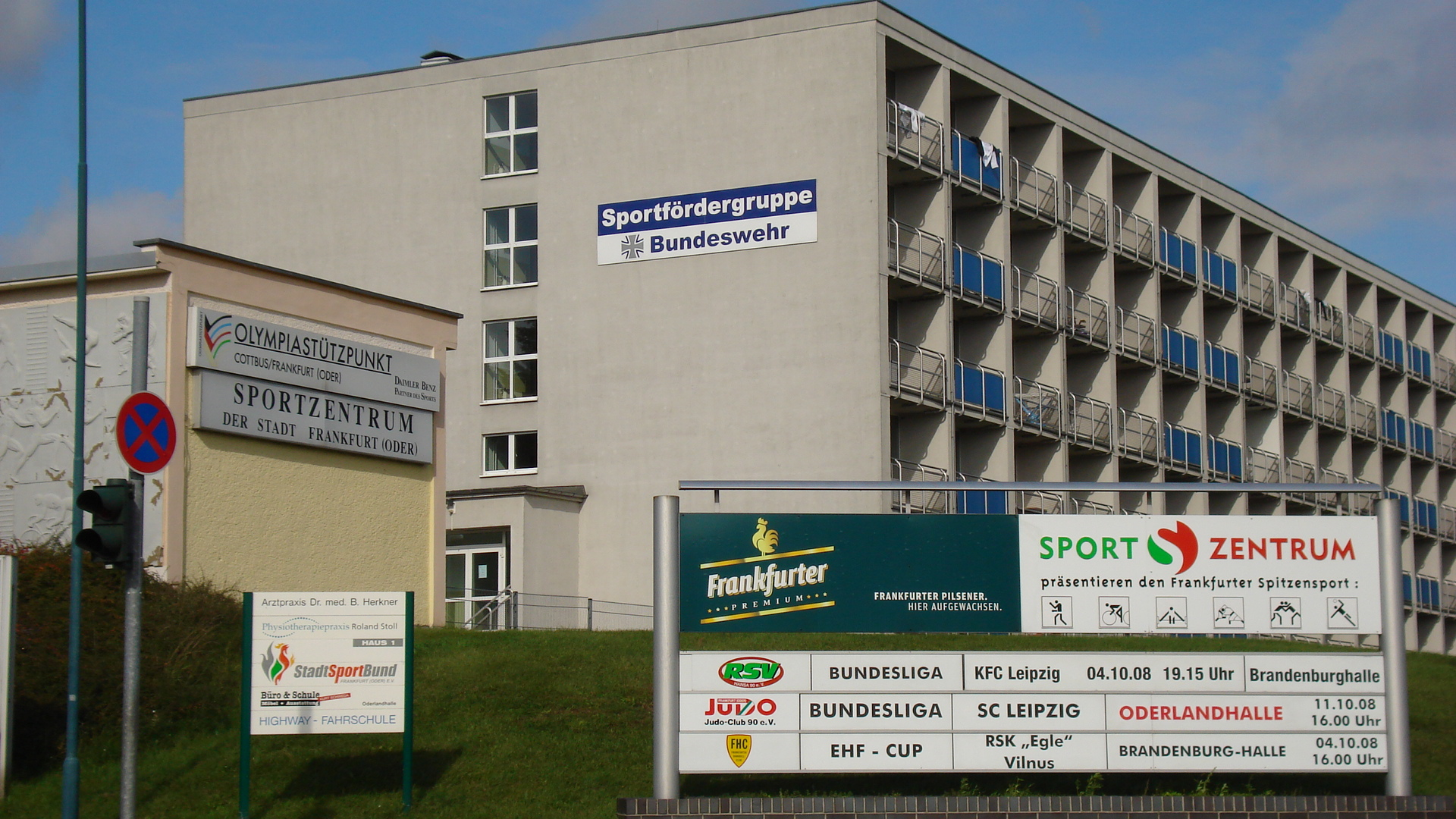
Bettenhaus der Sportfördergruppe der Bundeswehr

Mit der politischen Wende im November 1989 und der Wiedervereinigung Deutschlands am 3. Oktober 1990 war das Schicksal der NVA und damit auch ihrer Sportklubs besiegelt. Viele Sportler entwickelten sich unter dem Dach der Frankfurter Sportunion (FSU) weiter, in der sich die sieben Sportmannschaften des ASK am 7. Dezember 1990 zusammenschlossen (Handball trat später bei).
Aufsplittung des ASK
- Boxen – Märkischer Box-Verein (MBV)
- Gewichtheben- Athletik -und Fitneßclub 90 (AFC 90)
- Handball – Ball- und Freizeitsportverein (BFV)
- Judo – Judo-Club 90 (JC 90)
- Sportschießen – Schützengilde 1406
- Ringen – Ringer- und Sportverein Hansa 90 (RSV)
- Radsport – Radsport-Club 90 (RC 90)

2004 gehörten inzwischen 15 Vereine mit 3.015 Mitgliedern zur FSU.
Von der Bundeswehr wurden circa 80 Sportler in ihre Sportfördergruppe übernommen S. 69.
Auch nach 1990 konnten ehemalige ASK-Sportler an die internationalen Erfolge anknüpfen, z. B. erzielten Maik Bullmann (Ringen), Torsten May (Boxen) und Ronny Weller (Gewichtheben) 1992 in Barcelona olympische Goldmedaillen; als Weltmeister kehrten in den Jahren 1990 bis 1993 außerdem Manfred Kurzer und Uwe Potteck (Schießen), Karen Heinrich (Frauen-Handballnationalmannschaft) und Henry Maske (Boxen) heim. Einige der Sportler setzten ihre Laufbahn als Profisportler fort. Bekannt wurden Boxer vom Trainer Manfred Wolke, so z. B. Henry Maske, Axel Schulz, Torsten und Rüdiger May.
Der Deutsche Sportbund (DSB) erteilte Frankfurt (Oder) den Zuschlag als Olympiastützpunkt (OSP), der später mit Cottbus zum OSP Cottbus-Frankfurt (Oder) vereinigt wurde.
Die Kinder- und Jugendsportschule (KJS) wurde 1991 aufgelöst und als Sportbetonte Gesamtschule mit gymnasialer Oberstufe auch für Nichtsportler weitergeführt. Allerdings sollte sie bald wieder vorrangig leistungssportorientierten Schülern vorbehalten sein. 1998 verlieh ihr der DSB den Ehrentitel „Eliteschule des Sports“. Im gleichen Jahr erhielt sie den offiziellen Namen „Sportschule Frankfurt (Oder)“.
Die Sportanlagen im Sportzentrum, Sportschule und Internat wurden schrittweise modernisiert und teilweise erweitert. Auf dem Areal des Sportzentrums wurde 1997 die große „Brandenburg-Halle“ errichtet.
Interessant ist, dass von den Folgevereinen des ASK Vorwärts sich der Athletik- und Fitnessclub 90 (AFC 90, Gewichtheben und Fitness) 2006 als Athletiksportklub (ASK Frankfurt, Gewichtheben) neuformierte.